# Глауциум
Глауциум, или Мачо́к:236, 248 (лат. Glaucium), — род однолетних, двулетних, реже многолетних травянистых растений семейства Маковые (Papaveraceae).

## Название
Название происходит от древнегреческого слова γλαύκιον, означавшего сок, вероятно, мачка рогатого (Glaucium corniculatum). В свою очередь, сок получил название по цвету, от γλαυκός «светло-синий», «зеленоватый». Из древнегреческого слово было заимствовано в латинский в виде glaucion; так называли, по-видимому, Глауциум жёлтый. В ботанике первоначально Карл Линней выбрал более латинизированную форму glaucium в качестве видового название для глауцима жёлтого (Chelidonium glaucium, в настоящее время Glaucium flavum). Позже Glaucium стало названием рода.

## Ботаническое описание

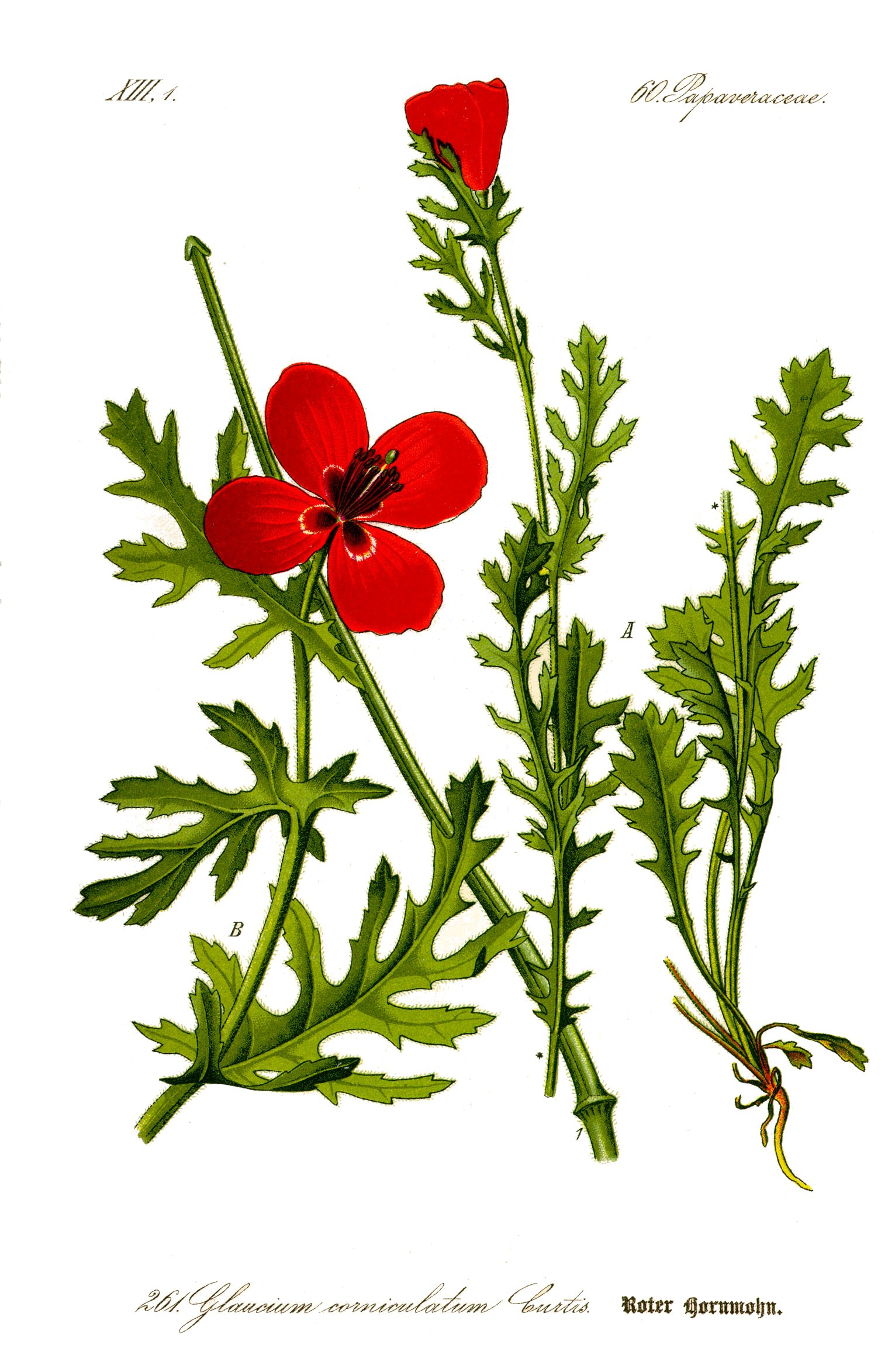
Глауциум рогатый.

Стебли ветвистые, крепкие, ломкие. Цветоносы одиночные, пазушные и конечные, одноцветковые.
Бутоны острые; лепестки жёлтые или жёлтые и внизу красные, или целиком красные, в последних двух случаях при основании с продолговатым чёрным пятном. Тычинки жёлтые, многочисленные, нити тонкие; пыльники удлинённые, линейные; завязь из двух плодолистиков; столбик почти незаметный; рыльце большое, сплюснутое со стороны створок, состоящее из двух сросшихся лопастей.
Коробочка стручковидная, длинная, обычно цилиндрически-линейная, длиной до 25 см, открывается 2 створками; створки жёсткие, иногда трудно и поздно раскрывающиеся. Семена довольно крупные, чёрные, сетчато-ямчатые, мало согнутые, продолговато-почковидные, без присемянника.

## Классификация

### Таксономия
Род Глауциум входит в трибу Chelidonieae подсемейства Papaveroideae семейства Маковые (Papaveraceae) порядка Лютикоцветные (Ranunculales).
|  |                                      |  |                                                              |                                                              |                   |  | ещё 9 семейств (согласно Системе APG III) | ещё 9 семейств (согласно Системе APG III)            |                                                      |  |  |  | ещё 2 трибы (согласно Системе APG III) | ещё 2 трибы (согласно Системе APG III) |                   |  |  |  |  |
|  |                                      |  |                                                              |                                                              |                   |  | ещё 9 семейств (согласно Системе APG III) | ещё 9 семейств (согласно Системе APG III)            |                                                      |  |  |  | ещё 2 трибы (согласно Системе APG III) | ещё 2 трибы (согласно Системе APG III) | от 20 до 25 видов |  |  |  |  |
|  |                                      |  |                                                              | порядок Лютикоцветные                                        |                   |  |                                           |                                                      | подсемейство Papaveroideae                           |  |  |  |                                        | род Глауциум                           |                   |  |  |  |  |
|  |                                      |  |                                                              | порядок Лютикоцветные                                        |                   |  |                                           |                                                      | подсемейство Papaveroideae                           |  |  |  |                                        | род Глауциум                           |                   |  |  |  |  |
|  | отдел Цветковые, или Покрытосеменные |  |                                                              |                                                              | семейство Маковые |  |                                           |                                                      | триба Chelidonieae                                   |  |  |  |                                        |                                        |                   |  |  |  |  |
|  | отдел Цветковые, или Покрытосеменные |  |                                                              |                                                              |                   |  |                                           |                                                      |                                                      |  |  |  |                                        |                                        |                   |  |  |  |  |
|  |                                      |  | ещё 44 порядка цветковых растений (согласно Системе APG III) | ещё 44 порядка цветковых растений (согласно Системе APG III) |                   |  |                                           | подсемейство Fumarioideae (согласно Системе APG III) | подсемейство Fumarioideae (согласно Системе APG III) |  |  |  | ещё 8 родов (согласно Системе APG III) | ещё 8 родов (согласно Системе APG III) |                   |  |  |  |  |
|  |                                      |  |                                                              | ещё 44 порядка цветковых растений (согласно Системе APG III) |                   |  |                                           |                                                      | подсемейство Fumarioideae (согласно Системе APG III) |  |  |  |                                        | ещё 8 родов (согласно Системе APG III) |                   |  |  |  |  |

### Виды
Род насчитывает 25 видов, некоторые из них:
- Glaucium arabicum Fresen.
- Glaucium bracteatum М.Pop. — Глауциум крупноприцветниковый
- Glaucium corniculatum (L.) Rudolph — Глауциум рогатый
- Glaucium elegans Fisch. & C.A.Mey. — Глауциум изящный
- Glaucium fimbrilligfenim Boiss. — Глауциум бахромчатый
- Glaucium flavum Crantz — Мачок жёлтый, или Глауциум жёлтый
- Glaucium grandiflorum Boiss. & A.Huet — Глауциум крупноцветковый
- Glaucium insigne М.Pop. — Глауциум примерный
- Glaucium squamigerum Kar. & Kir. — Глауциум чешуйчатый

## Комментарии
1. ↑  Во втором издании Большой советской энциклопедии (1954) статья о роде Glaucium называется «Мачёк»[5].